# ACKV Oranje-Nassau
Amsterdamse Christelijke Korfbalvereniging Oranje-Nassau is een korfbalvereniging uit de Nederlandse stad Amsterdam, die op het Amstelveense Loopveld een eigen accommodatie heeft. De vereniging bestaat uit ongeveer 180 leden.

## Geschiedenis
Oranje-Nassau werd in 1919 opgericht. Sinds 1975 heeft de vereniging een eigen clubhuis en kunstgrasveld op Sportpark 't Loopveld aan de Kalfjeslaan in Amstelveen, waar in het veldseizoen getraind wordt en thuiswedstrijden gespeeld. In het zaalseizoen traint de club in Sporthallen Zuid en speelt ze haar thuiswedstrijden in Sporthal De Pijp, beide in Amsterdam.

## Teams
Oranje-Nassau telt 4 seniorenteams en 4 jeugdteams die deelnemen aan de competitie. Het eerste team speelt 3e klasse op het veld en 4e klasse in de zaal. De trainers van het eerste team is Maarten Stuhldreher. Verder zijn er nog 2 seniorenteams, waarvan er  1 doordeweeks spelen. Bij de jeugd zijn er 4 pupillenteams in de B, C, D en E-leeftijd. De 3 C-teams zijn gemixte teams, samen met KVA.
Vanwege het feit dat het veld en clubhuis vlak bij Uilenstede en de Vrije Universiteit liggen, speelt er een groot aantal studenten bij Oranje-Nassau, die tegen een speciaal studententarief bij Nassau kunnen komen trainen of spelen.
Oranje-Nassau telt daarnaast een kangoeroeteam (3 t/m 8-jarigen), een Recreantenteam en een Korfbalfitteam.